# Neosimmondsia hirsuta
Neosimmondsia hirsuta är en insektsart som beskrevs av Robert Malcolm Laing 1930. Neosimmondsia hirsuta ingår i släktet Neosimmondsia och familjen ullsköldlöss. Inga underarter finns listade i Catalogue of Life.